# Rezerwat przyrody Wikliny Wiślane
Wikliny Wiślane – wodny rezerwat przyrody położony na terenie gmin: Leoncin (287,05 ha) oraz Zakroczym (53,43 ha), w powiecie nowodworskim, w województwie mazowieckim.
Leży w obrębie otuliny Kampinoskiego Parku Narodowego, w granicach Warszawskiego Obszaru Chronionego Krajobrazu oraz dwóch obszarów Natura 2000: specjalnego obszaru ochrony siedlisk „Kampinoska Dolina Wisły” PLH140029 i obszaru specjalnej ochrony ptaków „Dolina Środkowej Wisły” PLB140004. Od wschodu i północnego wschodu graniczy z rezerwatem „Zakole Zakroczymskie”.
Został powołany Rozporządzeniem Ministra Ochrony Środowiska, Zasobów Naturalnych i Leśnictwa z dnia 23 grudnia 1998 r. Zajmuje powierzchnię 340,48 ha.
Teren rezerwatu obejmuje wyspy, piaszczyste łachy oraz wody płynące Wisły. Celem ochrony rezerwatu jest „zachowanie ze względów naukowych i dydaktycznych ostoi lęgowych rzadkich i ginących gatunków ptaków występujących na obszarze rzeki Wisły”.
Rezerwat objęty jest m.in. zakazem wstępu, palenia ognisk, zakłócania ciszy, płoszenia zwierząt, wysypywania śmieci. Teren rezerwatu nie jest oznakowany. Nadzór nad nim sprawuje zastępca Regionalnego Dyrektora Ochrony Środowiska w Warszawie – Regionalny Konserwator Przyrody.
Na mocy planu ochrony ustanowionego w 2018 roku, obszar rezerwatu objęty jest ochroną czynną.